# Pannaria lurida
Pannaria lurida är en lavart som först beskrevs av Jean François Montagne och som fick sitt nu gällande namn av William Nylander. 
Pannaria lurida ingår i släktet Pannaria och familjen Pannariaceae.

## Underarter
Arten delas in i följande underarter:
- lurida
- quercicola
- russellii

## Källor

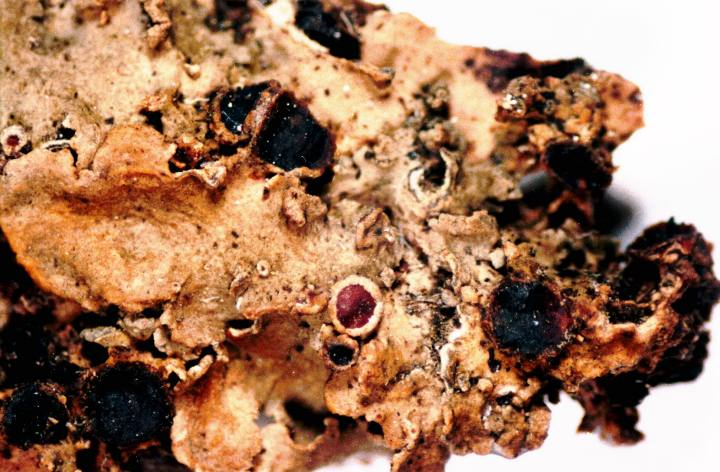
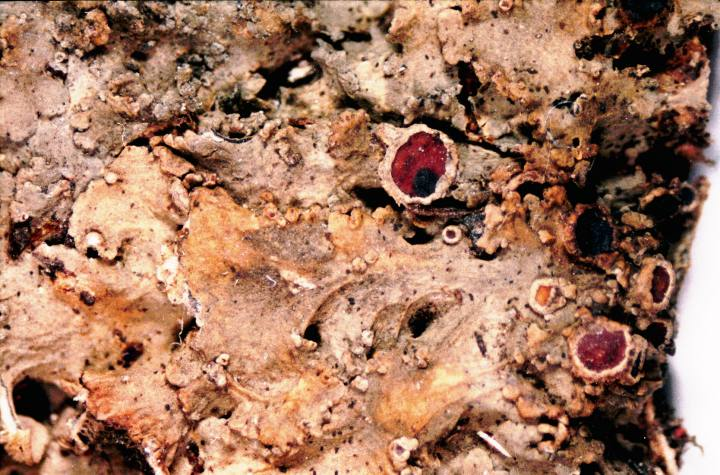
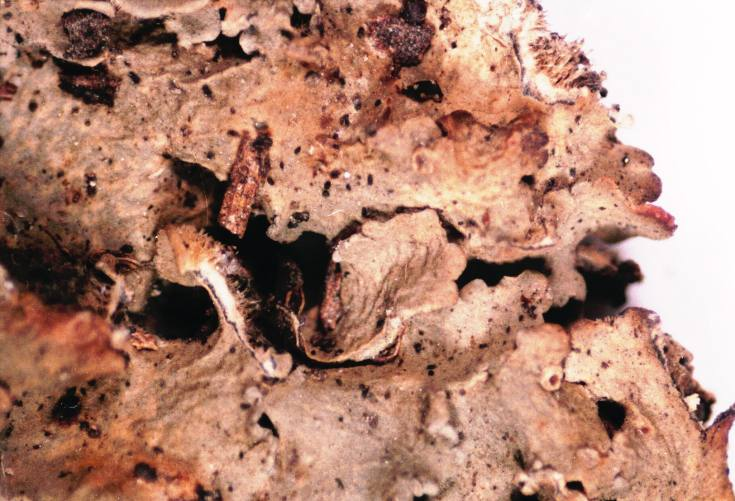
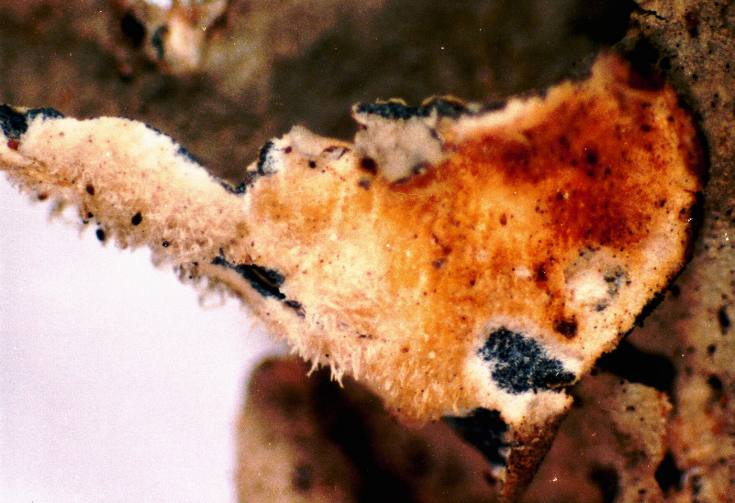
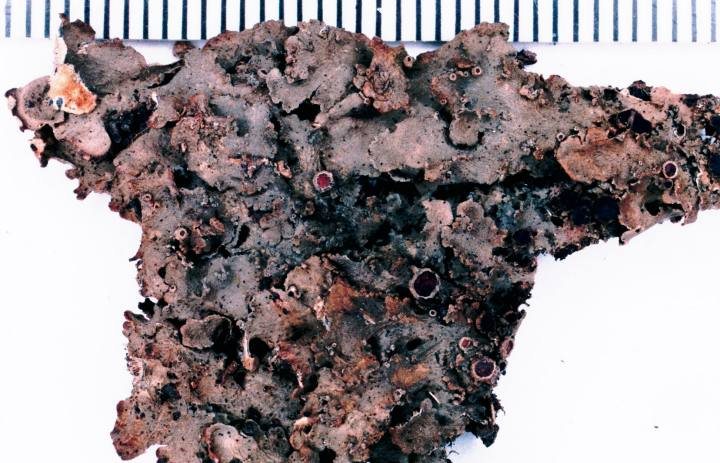